# George Dewey
George Dewey, född 26 december 1837 i Montpelier, Vermont, död 16 januari 1917 i Washington, D.C., utnämndes till amerikansk amiral, Admiral of the Navy 2 mars 1899. Han är den enda i USA:s historia som har fått den graden. 
Dewey inträdde i marinen 1854 och deomt som löjtnant i Nordamerikanska inbördeskriget. Han blev kommendör 1870, konteramiral 1898 och amiral 1899. Under spansk-amerikanska kriget förde han befälet av den amerikanska flottan i asiatiska eskadern och besegrade 1 maj 1898 spanjorerna i slaget vid Manilabukten i och besatte därefter Manila.
Efter spansk-amerikanska kriget var det många som föreslog att han skulle gå i politiken och söka demokraternas nominering i presidentvalet i USA 1900. Hans kampanj mötte motstånd i pressen bland annat efter att han medgav att han aldrig hade röstat i ett presidentval. Han drog tillbaka sin kandidatur i maj 1900.
Han är begravd i Washington National Cathedral.

## Tidigt liv
George Dewey föddes i Montpellier,Vermont.